# 슈퍼마린 스위프트

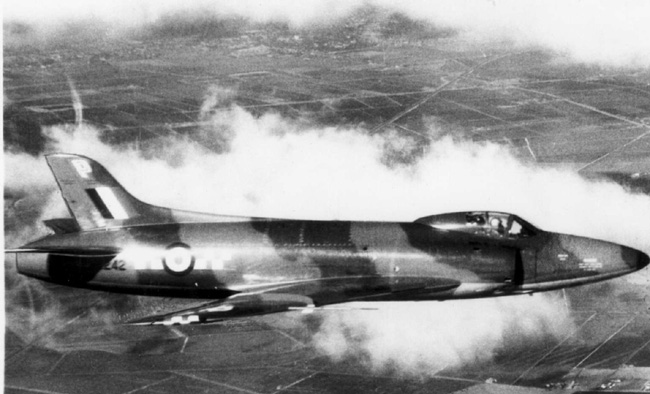
슈퍼마린 스위프트

## 배경
호커 사가 해군을 위한 시호크(Hawker Sea Hawk)와 공군을 위한 헌터(Hawker Hunter)를 개발하는 동안 슈퍼마린(Supermarine) 사는 510형 시제 전투기(Supermarine 510)를 제작하고 있었다. 이는 기본적으로 날개를 후퇴익으로 바꾼 어태커(Supermarine Attacker)였기에, 개발은 급피치로 이루어져 첫 비행은 1948년 12월 29일에 성공을 거두었다. 테스트 파일럿 마이클 J. 리스고우(Michael John Lithgow : 1920~1963)가 조종했던 시제기 VV106호기는 영국산 제트기로서는 처음으로 주익과 미익에 모두 후퇴익이 적용된 항공기였다. 뱀파이어에 이용되었던 롤스로이스 닌(Rolls Royce Nene)을 장착한 원형기는 엔진이 커서 헌터 시제기보다 더 크다는 것을 의미했다. VV106은 다양한 조건에서 항공모함 테스트를 거쳤는데, 그 과정에서 항공모함에서 이착함을 동시에 해낸 최초의 후퇴익 제트기가 되었다. 하지만 영국 해군성은 저속 영역에서 효율이 떨어지는 후퇴익을 함재기에 이용하는 것은 부적절하다는 판단을 내려 슈퍼마린의 제안에 흥미를 잃었고, 개발진들은 속도와 고도에서 우위를 가진 공군 전투기로 만들기 위한 개량을 더해가는 것으로 새로운 진로를 잡았다.
당시 핸들리 페이지(Handley Page) 사는 V-폭격기 트리오 중 하나인 빅터(Handley Page Victor)를 설계하고 있었는데, 규모가 작은 항공기에서 그들이 설계한 날개와 꼬리 디자인을 시험하기로 결정했다. 이 시험을 위해 어태커 전투기에 새로운 윙루트를 붙인 510의 동체를 슈퍼마린에서 구입하여 블랙번으로 옮겨졌고, 공장에서 초승달 모양의 날개와 T-테일을 결합시킨 기술시험기 YB.2 또는 HP. 88이 완성되었다. VX330 코드가 그려진 실험기는 1951년 8월 26일에 일으킨 사고로 핸들리 페이지의 테스트 파일럿 더기 브룸필드(Duggie Broomfield : ?~1951)가 죽고 말았다.

다시 스위프트 계획으로 거슬러 올라가면, 스위프트의 두 번째 원형기는 슈퍼마린 528(VV119)였다. 1950년 3월 27일에 처음 비행한 직후, 설계진들에게 미움받던 꼬리 바퀴를 없애고 노즈휠로 바꾸도록 수정되었다. 더 길고 뾰족해진 기수, 복잡한 곡면으로 성형된 익근부, 더 굵어진 동체 직경과 더 많은 연료 탑재량에 더해 익근부에 4문의 기관포를 장착할 수 있도록 하는 개조가 이루어졌다. 이렇게 수정된 원형기는 슈퍼마린 535(Supermarine 535)로 알려졌으며, 1950년 8월 23일에 처음 비행했다.

## 정식 발주
그러는 동안 극동의 한반도에서 한국전쟁이 발발하자 영국 국방부는 가능한 한 빨리 전투기를 생산하도록 요구했으며, 공군성은 개발 중이던 헌터 전투기의 예비 계획으로서 슈퍼마린 535의 개발에 관심을 갖게 되었다. 이에 슈퍼마린 사는 스위프트라는 이름이 붙여진 전투기 100대의 물량을 수주받게 된다. 슈퍼마린 541은 당시 개발 중이던 영국제 군용기들이 너나없이 앞다쿼 이용하고 있던 롤스로이스 닌 대신 추력이 6,500파운드로 더 늘어난 롤스로이스 AJ.65 에이본(Rolls Royce AJ. 65 Avon) 엔진을 쓰기로 작정했다. 결국은 헌터에도 채택된 에이본은 닌보다 슬림한 디자인이었지만, 535형으로부터 물려받은 동체를 재설계하기에는 너무 늦은 것으로 여겨져 넓은 동체가 남아 있었고, 이런 요인은 개발진들조차 직경이 굵은 동체 때문에 공군의 성능 요구기준을 충족하지 못할 것을 우려했다. 무장 사양은 20mm 기관포 4문에서 30mm 기관포 2문으로 변경되었다. RAE 보고서에 따르면 슈퍼마린 스위프트(Supermarine Swift)는 고공에서 성능이 매우 떨어져 주익의 재설계가 필요하지만 영국 공군성은 이런 중요한 사실을 통보받지 못했고, 시제품이 비행하기도 전에 발주량을 150대로 늘렸다. 마침내 1951년 8월 1일, 최초의 진정한 스위프트 시제기인 WJ960이 공중으로 날아올랐다. 두 번째 원형기 WJ965는 다음 해 7월에 비행했지만 두 번의 강제 착륙으로 인해 프로그램이 지연되었다.

판보로 비행장에서 드해빌랜드 DH.110이 추락 사고를 일으켜 온 영국이 떠들썩해지자, 스위프트의 프로토타입은 더 많은 설계 수정이 이루어졌고 1953년 2월부터 비행을 재개했다. 그해 3월 첫 번째 생산형인 스위프트 F.1이 마침내 비행했다. 첫 번째 F.1이 생산되는 동안, 30mm 아덴 기관포 4문으로 무장을 확장시켜달라는 요구가 추가되자 그 기준에 맞춘 스위프트 F.2가 탄생했다. 그런데, 동체에 거대한 아덴 기관포 4문은 우겨넣었지만 추가 탄약을 위한 여분의 공간이 없었다. 고심 끝에 개발진들은 익근부를 앞쪽으로 부풀려 탄창 공간을 억지로 만들었는데 별 대수로운 개조가 아닌 것으로 여겨졌던 개조는 이 전투기로 하여금 실패를 맛보게 한 원인이 될 줄은 아무도 예상하지 못했다. 부풀어오른 익근부는 느린 속도로 비행할 때는 아무런 문제를 일으키지 않았으나, 스위프트의 속도가 빨라지면 이상한 버릇이 드러나고 있었다. 이것은 스위프트가 몇 초 만에 등을 뒤집는 갑작스러운 피치업 자세로 들어가는, 말하자면 조종사가 의도하지 않은 코브라 기동 같은 상태에 빠지는 문제를 야기했다. 설계자들은 이 새로운 문제를 해결하기 위해 많은 계산과 드로잉, 수정을 해봤지만 백약이 효험이 앖었다. 결국 기수 내부에 별도의 무게추를 넣자 그제서야 피치업 문제가 해결되었다. 이 개량 작업은 스위프트 전체의 개발 및 개량 사업의 김을 빼고 활력을 잃게 만드는 효과를 낳았다. 그렇지만 이때까지만 해도 영국 최초의 천음속 전투기가 된 스위프트의 미래는 밝아보였다. 주문량 또한 기체의 곳곳에서 나타나는 문제에도 불구하고 이에 대한 명백한 고려 없이 계속 늘어나고 있었다.

## 개량
그 무렵 스위프트 전투기는 후연기가 딸린 F.3 모델이 생산 중에 있었다. 그러나 전투기들은 결코 영국 공군에 의해 비행되지 않을 운명이었다. 한편, 슈퍼마린은 더 개선된 설계 수정을 계속하여, 피치업 문제를 해결하기 위해 여전히 고군분투하고 있었고, 그 결과 F.4(Type 546)를 생산해냈다. 1953년 5월에 처음 비행한 F.4는 리스고우 시험비행사와 함께 1953년 9월 26일에 속도 세계 신기록을 경신하며 이름을 날렸다. 리스고우는 불과 얼마 전 네빌 듀크가 헌터로 세운 시속 727마일이란 기록을 735마일로 갱신시켰다. 하지만 이 기록도 며칠 뒤 미국의 함상전투기 더글라스 스카이레이(Douglas Skyray)가 시속 753마일로 끌어올려 며칠 동안만 타이틀을 유지할 수 있었다.
1954년 2월 13일, RAF 제56스쿼드론이 첫 번째 스위프트 F.1을 받았다. 이런저런 문제점에도 불구하고 스위프트는 영국 최초의 실용 후퇴익 전투기로서의 영예를 안았다. 연이어 일어난 사고로 인해 8월 말에는 모든 스위프트가 땅에 묶였고, 56 스쿼드론 또한 마찬가지였다. 공군의 전투기 사령부는 언론을 통해 스위프트가 적합한 전투기가 될 가능성은 낮다는 의견은 발표했다. 며칠이 지난 8월 30일에 스위프트 F.2가 F.1을 대체했을 때, 운용 제한은 완화되었지만, 그 뒤로도 2대의 스위프트가 피치업 사고로 손실되었고 스위프트는 다시금 좌초되었다. 1955년 3월, 영국 공군은 스위프트를 충분히 보유하고 있었지만, 그들을 전량 퇴역시키라는 명령이 내려졌다. 가장 큰 문제는 40,000피트 이상의 고도에서 전투할 수 없다는 점이었다. 1954년 가을이 되자 이제 스위프트와 관련된 이슈는 신문과 언론에서도 공공연히 다르고 있었고, 전투기가 곧 취소될 것이라는 보도까지 흘러나오고 있었다. 

1955년 2월 초, 스위프트가 영국 공군으로부터 최종 평가를 받지 못했고, 그 결과 전투기가 아니라 정찰이나 공격기 임무에 제한될 것이라는 소문이 돌았다. 같은 해 3월 2일에는 조달부 장관 셀윈 로이드(Selwin Lloyd)가 스위프트의 개발에 정부 자금 2000만 파운드가 들어갔다며 비난조로 발표했고, 이런 상황은 수퍼마린 직원들은 난처한 상황에 빠뜨리고 있었다. 

## 정찰기로 임무 전환
피치업 문제가 해결된 스위프트 F.4는 시험비행에서 이전의 문제점을 보여주지 않았고, 다시 한번 호커 헌터의 속도 기록을 이겨 슈퍼마린 팀을 기쁘게 했지만, 이와 함께 모든 것이 좋지 않았다. F.4의 후연기는 고공에서 잘 점화되지 않는다 문제가 밝혀졌는데, 이것은 요격기로서는 중대한 문제였다. 더구나 당시만 해도 엔진의 추력이 약해 거의 모든 전투기가 대기가 희박한 성층권 고도에서 수평비행을 유지하려면 여분의 추력이 필요했기 때문에, 이것은 치명적인 타격이었다. F.4는 9대만 제작되었고 생산은 FR.5(549형)로 변경되었다.
이와 같은 개량에도 불구하고 영국 공군은 이제 슈퍼마린에 대하여 신뢰를 잃었다. 스위프트 또한 전투기로서는 막다른 골목이라고 판단했고, 그 뒤를 이어 호커 헌터가 광범위한 운용을 시작함에 따라 스위프트의 운명은 전투기의 역할이 아니라 부차적인 임무인 정찰기로 남겨졌다. FR.5는 노즈 하우징을 길게 늘리고 내부에 파노라믹 카메라를 장착하자 쓸만한 전술 정찰기가 되었다. 전략 정찰과는 달리 전술 정찰 임무는 중고도나 저공으로 낮게 날며 임무를 수행하기 때문에 고공에서의 후연기 점화는 문제가 되지 않았다. 1956년 3월부터 제2스쿼드론이 서독에서 FR.5를 운용하기 시작했다.

스위프트 FR.5는 1957년과 1959년에 열린 NATO 정찰기 경합 대회인 "로열 플러시(Royal Flush)"에서 우승하여 미국의 RF-84 썬더플래시를 포함한 다른 나라들이 출전시킨 최고의 정찰기들을 물리쳤다. 저공에서 특히 강력한 스위프트는 저고도 전술 정찰 임무를 수행했지만, 그 무렵 거의 모든 제트기를 괴롭히던 피로 파괴 같은 문제는 발생하지 않았다. 따라서 스위프트는 정찰부대의 일선 승무원들에게 인기가 높아졌는데, 사실 이와 같은 현상은 스위프트를 전투기로 몰던 조종사들에게는 놀라운 일이었다. 하지만 결국 주력기 자리를 꿰어찬 헌터가 대세가 되고 스위프트가 계속 낡아가자 FR.5는 헌터 FR.10으로 대체되기에 이른다.
슈퍼마린에 의해 공군에 제안된 비무장 PR.6 형식(타입 550)은 고공의 후연기 문제로 인해 생산 전에 취소되었지만, 14대의 스위프트 F.7이 제작되었다. 기체들은 RAF 스쿼드론에서 일선기로 이용되지는 않았으나 미사일 같은 유도무기 개발에서 귀중한 데이터를 제공했고, 영국에서 처음로 미사일로 무장한 전투기가 되었다.
이처럼 스위프트 사업은 닌에서 에이본으로 엔진을 바꾸는 문제와 영국 공군과 정부, 제조사 간의 소통이 원활하지 않아 처음부터 차질을 빚었다. 그것을 대신한 헌터에서 사소한 문제들이 있었으나 그럼에도 불구하고 헌터 F.6의 도입 이후 모든 문제점이 해결되었다. 한국전쟁의 종식과 함께, 많은 수의 전투기가 급히 필요했던 소요도 사라지자 스위프트의 문제를 해결하기 위해 들어가던 비용의 액수는 호커 헌터의 계속 커져가는 성공 앞에서 결코 정당화될 수 없었다.
1956년, 공군에서 퇴역한 다수의 스위프트 전투기들은 영국 정부의 핵실험인 버팔로 작전(Operation Buffalo)을 위해 오스트레일리아로 보내졌고, 원폭이 각종 구조물과 전투장비에 끼치는 피해와 영향을 연구하기 위해 폭심지로부터 다양한 거리에 배치된 다음 폭탄을 터뜨렸다. 당연히 이 실험에 동원된 기체들은 모두 재생 불능이 된다.  

## 같이 보기
- 스파이트풀
- 호커 헌터
- 미코얀-구레비치 MiG-17